# Арагацаван
Арагацава́н (арм. Արագածավան, до 4.07.2006 года — Арагац) — село на западе Арагацотнской области Армении.

## География
Село расположено в 31 км к юго-западу от Талина и в 65 км к югу от Гюмри на окруженной каменистыми холмами долине, в 2 км от границы с Турцией и от реки Ахурян, которая разделяет две страны.
Село расположено на железной дороге Ереван—Тбилиси на участке Армавир—Гюмри. По трассе до Гюмри расстояние составляет 65 км, а по железной дороге 64 км. Близлежащими сёлами являются Артени (на юго-востоке от села) и Гетап (на севере от села).
В селе находится церковь, построенная в VII веке или ранее. По состоянию на 1986 год, дома в селе были каменные и построенные по временному плану, питьевая вода бралась из Ахуряна.

## История
В селе находится церковь, построенная в VII веке. 
Прежнее название села — Алагяз. 
По одной из версий, название является искаженным вариантом названия горы Арагац (оно же используется и как устаревшее название горы).
Согласно версии азербайджанского топонимиста Ситары Мирмахмудовой, тюркский топоним Алагёз (азерб. Алаҝөз) происходит от слов ала — «беспорядочно растущий куст» и гёз — «низкое место для ходьбы».
В 1974 году Арагац стал поселком городского типа. После административной реформы в Армении вновь получил статус села.

## Население
Население села — армяне. Динамика населения показана в таблице.
| Год       | 1873 | 1922 | 1939 | 1959 | 1970 | 1979 | 2008 |
| Население | 95   | 126  | 678  | 2468 | 4739 | 4820 | 5531 |

Основная часть населения занята (по данным 1980-х годов) в сельском хозяйстве: в садоводстве, плодоводстве и овцеводстве.

## Климат
Климат сухой и жаркий.